# فرخنده بال‌سفید
فرخنده بال‌سفید (نام علمی: Diuca speculifera) نام یک گونه از سرده فرخنده‌های آند است.
در آرژانتین ، بولیوی ، شیلی و پرو یافت می‌شود. زیستگاه طبیعی آن علفزارهای نیمه گرمسیری یا گرمسیری در ارتفاعات است .